# Sesto Vitulasio Nepote
Sesto Vitulasio Nepote (in latino Sextus Vitulasius Nepos; fl. 78) è stato un politico romano.

## Biografia
Figlio di un certo Lucio e proveniente dalla zona vestina, probabilmente dalla città di Aveia, possedeva diversi terreni nella sua zona di origine e una domus nella città di Roma. Entrato nella politica dell'Impero, nel 78 assunse la carica di console suffetto. Viene ricordato in un'epigrafe per aver fatto riparare l'acquedotto noto come Aqua Augusta, che collegava le città di Amiternum e Peltuinum.